# Roland Kayn
Roland Kayn (ur. 3 września 1933 w Reutlingen, zm. 5 stycznia 2011 w Nieuwe Pekela) – niemiecki kompozytor.

## Życiorys
W latach 1952–1955 kształcił się w Hochschule für Musik und Darstellende Kunst w Stuttgarcie, ukończył też klasę organową w Szkole Muzyki Kościelnej w Esslingen am Neckar. W latach 1956–1958 kształcił się w Hochschule für Musik w Berlinie Zachodnim u Borisa Blachera (kompozycja) i Josefa Rufera (analiza muzyczna). Pracował pod kierunkiem Herberta Eimerta w studio muzyki elektronicznej przy rozgłośni radiowej w Kolonii. W 1964 roku wraz z Aldo Clementim i Franco Evangelistim założył w Rzymie grupę improwizacyjną Nuova Consonanza. Od 1964 do 1970 roku był pracownikiem Norddeutscher Rundfunk w Hamburgu. Realizował swoje kompozycje w studiach w Kolonii, Monachium, Mediolanie, Brukseli i Utrechcie, pracował też w Studio Eksperymentalnym Polskiego Radia. W 1970 roku osiadł w Holandii, gdzie był konsultantem programu Instytutu Goethego w Amsterdamie i współpracownikiem Instytutu Sonologii Uniwersytetu Utrechckiego.
Laureat I nagrody na festiwalu Music of the 20th Century w Tokio (1958), Nagrody Rzymskiej (1962 i 1964), międzynarodowego konkursu kompozytorskiego w Rzymie (1962 i 1964) oraz IV Biennale w Paryżu (1965).

## Twórczość
Na początku lat 50. XX wieku przeszedł od swobodnej tonalności do typowego dla nowej muzyki postwebernowskiego serializmu. Następnie zaczął stosować technikę statystyczną, regulując podstawowe jakości dźwięku takie jak wysokość, czas, trwania, głośność i barwę w odcinkach formy muzycznej. Wprowadzał mikrointerwały i klastery wykraczające poza system równomiernie temperowany. Na bazie teorii informacji sformułował koncepcję muzyki cybernetycznej, interesował się zastosowaniem możliwości techniki komputerowej w kompozycji. Stosował operacje statystyczne w celu stworzenia wirtualnego chaosu zjawisk dźwiękowych, posługiwał się wieloznacznym zapisem muzycznym.

## Wybrane kompozycje
(na podstawie materiałów źródłowych)
- Orchesterstück na organy i dużą orkiestrę (1950)
- Kammerkonzert na 6 instrumentów dętych i perkusję (1953)
- Spektren na kwartet smyczkowy (1956)
- Sequenzen (1957)
- Aggregate (1958)
- Aggregates sonores (1959–1971)
- Vectors I–III (1960–1977)
- Schwingungen/Oscillations na 5 zespołów (1962)
- Galaxis – „multiple sound structure” na zmienny zespół (1962)
- Inerziali na 5–20 wykonawców (1963)
- Allotropie na różne grupy instrumenty (1964)
- Diffusions na 1–4 organy elektroniczne (1965)
- Signals na 7 grup instrumentalnych (1966)
- Monades (1971)
- Circuits intégrés na fortepian, perkusję i taśmę (1972)
- Engramme na 15–60 instrumentów (1973)
- Eon (1975)
- Gyron na 1–4 zespoły (1976)
- Makro (1977)
- Infra (1979)
- Chreodes (1982)
- Tektra (1982)
- Assemblage (1985)
- Cybernetic Serendipity (1985)
- An Artificial Acoustic Environment (1986)
- Supra (1986)
- Transfluxion (1987)
- Zygyzi Dynamical Units (1988)